# 陆伯源
陆伯源，中华人民共和国政治人物、外交官。
2000年，接替王其良，担任中华人民共和国驻葡萄牙大使。2003年，由马恩汉接任。